# AirPods Pro
AirPods Pro jsou bezdrátová Bluetooth sluchátka do uší navržená a vyvinutá společností Apple. Jedná se o sluchátka střední třídy, vedle klasických AirPods a AirPods Max vyšší třídy. Obě generace používají systém na čipu série H, přičemž první generace používá Apple H1 a druhá Apple H2. Hlavní změnou oproti klasické verzi AirPods je funkce aktivního potlačení hluku, automatické nastavení frekvenčního profilu a vyměnitelné silikonové špunty.
AirPods Pro první generace byly oznámeny 28. října 2019 v Apple Parku v kalifornském Cupertinu. Prodávat se začaly 30. října 2019, přičemž prodej trval do 7. září 2022, kdy byly nahrazeny druhou generací.

## Specifikace

### 1. generace
AirPods Pro první generace zahrnují funkce standardních AirPods, jako je mikrofon, který filtruje hluk na pozadí, akcelerometry a optické senzory, které dokážou detekovat tlak a zda jsou sluchátka umístěna v uších. Ovládání poklepáním je však nahrazeno přitlačením snímače na stopce. Jsou ohodnoceny IPX4 voděodolností – jsou odolné proti vodě a potu.

#### Systém na čipu
AirPods Pro používají systém na čipu Apple H1, který se také nachází v AirPods druhé a třetí generace, který podporuje handsfree Siri. Disponují aktivním potlačením hluku, které je dosaženo díky mikrofonům detekujícími vnější zvuk a reproduktorům produkujícím přesně opačný „protihlukový“ zvuk. Aktivní potlačení hluku lze vypnout nebo přepnout do režimu „Trasparency“, který naopak umožňuje uživatelům slyšet okolí. Apple H1 je zabudován do SiP modulu, který obklopuje audio procesor a akcelerometry.

#### Baterie
Životnost baterie je pět hodin, stejná jako u AirPods druhé generace, ale režim potlačení hluku ji dokáže zkrátit na 4,5 hodiny, kvůli větší spotřebě energie. Nabíjecí pouzdro má životnost pro dalších 24 hodin. Pouzdro je kompatibilní s bezdrátovým nabíjením Qi, ale lze jej nabít i s pomocí Lightningu. V říjnu 2021 Apple aktualizoval pouzdro, aby fungovalo i pro nabíjení pomocí MagSafe.

#### Ostatní
AirPods Pro se dodávají se třemi velikostmi silikonových špuntů. Na mobilním telefonu s iOS lze následně díky softwaru „Ear Tip Fit Test“, zkontrolovat usazení špuntů v uších, zda nemají velkou propustnost. Zároveň funkce „Adaptivní EQ“ automaticky upravuje frekvenční profil. Počínaje začátkem roku 2020 začal Apple na svých webových stránkách prodávat náhradní koncovky pro AirPods Pro.
S příchodem operačního systému iOS 14 a iPadOS 14 přidal Apple režim prostorového zvuku navržený tak, aby simuloval prostorový zvuk 5.1. Mezi podporované aplikace patří aplikace Apple TV+, Disney+, HBO Max a Netflix. Prostorový zvuk ale vyžaduje iPhone nebo iPad s procesorem Apple A10 nebo novějším. iOS 14 také přidal možnost použít sluchátka jako naslouchátka, díky režimu Transparency.

### 2. generace
AirPods druhé generace používají nový systém na čipu Apple H2 s připojením Bluetooth 5.3, vylepšenou kvalitou zvuku, dvojnásobným potlačením hluku a delší životnost baterie. Nově balení zahrnuje také extra malé špunty a zároveň jsou kompatibilní s první generací AirPods Pro, jelikož používají stejný konektor, ale Apple tvrdí, že špunty do uší z druhé generace používají méně hustou síťku a nedoporučuje je vzájemně kombinovat kvůli konzistenci audia. AirPods Pro druhé generace také mají novější ovládání a bylo přidáno ovládání hlasitosti přímo na AirPods posunutím nahoru nebo dolů po snímači na stopce.

#### Pouzdro
Nabíjecí pouzdro obsahuje čipset Apple U1, který podporuje funkci „Najít“ pro lokalizaci a reproduktor pro zjednodušení hledání pouzdra. Kromě nabíječky Lightning, Qi a MagSafe je pouzdro druhé generace kompatibilní i s nabíječkami Apple Watch.

## Kompatibilita
Podpora pro AirPods Pro byla přidána v iOS 13.2, watchOS 6.1, tvOS 13.2 a macOS Catalina 10.15.1. Jsou kompatibilní s jakýmkoli zařízením, které podporuje Bluetooth, včetně zařízení Windows a Android, ačkoli určité funkce, jako je automatické přepínání mezi zařízeními, jsou k dispozici pouze na zařízeních Apple využívajících službu iCloud.

## Problémy s firmwarem
Firmware pro AirPods Pro je automaticky aktualizován na pozadí. Uživatelé si stěžovali, že verze firmwaru 2C54, vydaná v prosinci 2019, snížila účinnost funkce aktivního potlačení hluku. Apple přestal aktualizovat AirPods Pro na verzi firmwaru 2C54 a v květnu 2020 byla vydána verze firmwaru 2D15, která problém vyřešila.
Zároveň, po vydání firmwaru 2C54 uživatelé spekulovali, že spouštěcí firmware se silným potlačením šumu může zhoršit životnost produktu a Apple musel funkci potlačení šumu oslabit, aby zachovat životnost hardwaru.